# Lang Ping
"Jenny" Lang Ping (kinesiska:郎平), född 10 december 1960 i Beijing, Kina, är en före detta kinesisk volleybollspelare och -tränare. Hennes smeknamn är "Iron Hammer". 2002 valdes hon in i Volleyball Hall of Fame i Holyoke, Massachusetts. Hon har varit framgångsrik både som spelare och tränare.
Som spelare var Ping en viktig faktor till landslagets framgångar under perioden och med dem vann hon bland annat FIVB Volleyball World Cup 1981 och 1985, VM 1982 och OS 1984. Hon var själv lagkapten. Hon avslutade sin spelarkarriär 1985 för att bli tränare (med undantag för en kort comeback vid VM 1990).
Lang Ping var assisterande tränare vid University of New Mexico 1987-89 och 1992-93. Hon blev som första kvinna förbundskapten för Kinas landslag (och var första kvinna att leda något av de främsta volleybollandslagen över huvud taget). Under hennes ledning tog de silver vid OS 1996 i Atlanta liksom vid VM 1998 i Japan. Hon blev tränare för USA:s damlandslag 2005. Under hennes ledning tog USA silver vid de Olympiska sommarspelen 2008 i Beijing. Bland annat besegrade de Kina på hemmaplan med 3-2. I finalen mötte USA Brasilien, där laget dock förlorade med 3-1. Under sin andra sejour som förbundskapten kom laget femma vid OS 2012 och tog guld vid OS 2016. Förutom sin karriär som förbundskapten tränade hon flera proffsklubbar.

## Utmärkelser
- Årets topp 10-idrottare i Kina, 1981-1986
- FIVB, årets tränare, 1996[14]
- Årets kvinnliga volleybolltränare i Italien, 1999-2000